# Calophyllum angulare
Calophyllum angulare là một loài thực vật có hoa trong họ Calophyllaceae. Loài này được A.C.Sm. mô tả khoa học đầu tiên năm 1933.